# Ретапамулін
Ретапамулін — напівсинтетичний антибіотик, що є похідним плевромутиліну (продукту ферментації грибка Clitopilus passeckerianus), для місцевого застосування. Ретапамулін розроблений компанією «GlaxoSmithKline» та отримав схвалення FDA у квітні 2007 року, а у травні 2007 року — Європейським агентством із лікарських засобів.

## Фармакологічні властивості
Ретапамулін — напівсинтетичний антибіотик із групи плевромутилінів. Препарат діє бактеріостатично. Механізм дії ретапамуліну полягає у блокуванні синтезу білка шляхом зв'язування з 50S субодиницею бактеріальних рибосом одночасно у трьох місцях — P-ділянці, L3-ділянці та пептидилтрансферазному центрі, що забезпечує зменшення імовірності розвитку резистентності у мікроорганізмів, яка обумовлена виробленням бактеріями спеціальних механізмів генетичної та метаболічної компенсації до деяких механізмів пригнічення їх життєдіяльності. До препарату чутливі переважно грампозитивні бактерії — стафілококи та стрептококи
, in vitro ретапамулін ефективний також до пептостептококів, пропіонобактерій, Prevotella spp., Fusobacterium spp. та Porphyromonas spp. Ретапамулін застосовується виключно місцево. При нанесенні на шкіру системна абсорбція препарату мінімальна. Встановлено, що ретапамулін на 94% зв'язується з білками плазми крові. Метаболізується препарат у печінці. Виведення ретапамуліну з організму не досліджене, не досліджено також проникнення препарату через плацентарний бар'єр і виділення в грудне молоко.

## Показання до застосування
Ретапамулін застосовується для лікування інфекцій шкіри, які спричинені чутливими до антибіотика збудниками — імпетиго, інфіковані травматичні пошкодження шкіри (порізи, садна, краї зашитої рани), вторинно інфіковані дерматози (пустульозний псоріаз, інфіковані атопічні та контактні дерматити).

## Побічна дія
При застосуванні ретапамуліну найчастішим побічним ефектом є подразнення та припікання у місці аплікації препарату, що спостерігається у 1—1,3 % випадків. Нечасто (0,1—1 %) спостерігаються також контактний дерматит, свербіж шкіри, еритема шкіри, біль у місці застосування препарату; із невідомою частотою при застосуванні ретапамуліну зареєстровано також набряк Квінке та інші алергічні реакції.

## Протипокази
Ретапамулін протипоказаний при підвищеній чутливості до препарату та дітям до 9 місяців. Ретапамулін не рекомендований до застосування при вагітності та годуванні грудьми.

## Форми випуску
Ретапамулін випускається у вигляді 1% мазі у тюбиках по 5 та 15 г.

## Синоніми
Retapamulina, АЛЬТАРГО (ALTARGO), Altabax